# Lila Thomàs Andreu
Lila Thomàs Andreu (Palma, 20 de febrer de 1951) és una professora i política mallorquina, reconeguda pel seu activisme feminista i antifranquista.
Va néixer en el si d'una família nombrosa, de dretes. El seu pare era magistrat. A casa eren set germanes i quatre germans i la família va decidir que només podien estudiar els nois, mentre que les noies havien de treballar. En un ambient molt tancat políticament i molt religiós Thomas va acabar decidint que seguiria estudiant per les nits i que s'afiliaria al Partit Comunista.
Així, Thomas ha estat, des de jove, militant comunista. Va ser Secretària General de la Federació d’Ensenyament de Comissions Obreres de l'any 1992 al 1995 i diputada d'Esquerra Unida al Parlament de les Illes Balears, de l'any 1995 al 1999. A partir del 1999 va passar a l'Ajuntament de Palma, com a representant d'Esquerra Unida-Els Verds, fins al 2003. Després d'aquest període va tornar a la seva feina de professora a l'ensenyament públic. A més, va ocupar el càrrec de Directora de l'Institut Balear de la Dona des del 2007, fins a acabar la legislatura, el 2011, just en el moment de jubilar-se com a professora, als 60 anys.